# Campionati africani di ciclismo su strada - Cronometro femminile Under 23
La Cronometro femminile Under 23 è uno degli eventi disputati durante i Campionati africani di ciclismo su strada. Per la prima volta fu corsa nel 2018. Da quell'anno viene corsa stabilmente, con la sola eccezione del 2020.

## Albo d'oro
Aggiornato all'edizione 2023.
| Anno | Vincitore                  | Secondo                | Terzo                  |
| ---- | -------------------------- | ---------------------- | ---------------------- |
| 2018 | Selam Ahama Gerefiel       | Eyeru Tesfoam Gebru    | Tighisti Ghebrihiwet   |
| 2019 | Selam Ahama Gerefiel       | Desiet Kidane          | Jacqueline Tuyishimire |
| 2020 | non disputata              | non disputata          | non disputata          |
| 2021 | Frances Janse van Rensburg | Jacqueline Tuyishimire | Diane Ingabire         |
| 2022 | Nesrine Houili             | Danait Fitsum          | Adiam Dawit            |
| 2023 | Nesrine Houili             | Diane Ingabire         | Raja Chakir            |

## Medagliere
| Pos.   | Nazione   | Oro | Argento | Bronzo | Totale |
| ------ | --------- | --- | ------- | ------ | ------ |
| 1      | Etiopia   | 2   | 1       | 0      | 3      |
| 2      | Algeria   | 2   | 0       | 0      | 2      |
| 3      | Sudafrica | 1   | 0       | 0      | 1      |
| 4      | Eritrea   | 0   | 3       | 2      | 5      |
| 5      | Ruanda    | 0   | 1       | 2      | 3      |
| 6      | Marocco   | 0   | 0       | 1      | 1      |
| Totale | Totale    | 5   | 5       | 5      | 15     |